# ウグルナールク
ウグルナールクまたはウルグナアルク（学名：Ugrunaaluk）は、サウロロフス亜科に属する恐竜。アラスカ州の北極圏で発見された。アラスカで見つかったエドモントサウルスとされる事があるのはこの動物のことである。本属は現在のところウグルナールク・クークピケンシス Ugrunaaluk kuukpikensis 一種のみを内包する。属名はアラスカの先住民族イヌイットの言葉で｢太古の草食動物｣ を意味する。模式種の種小名はクークピク kuukpik というアラスカの地名に因む。

## 発見と命名

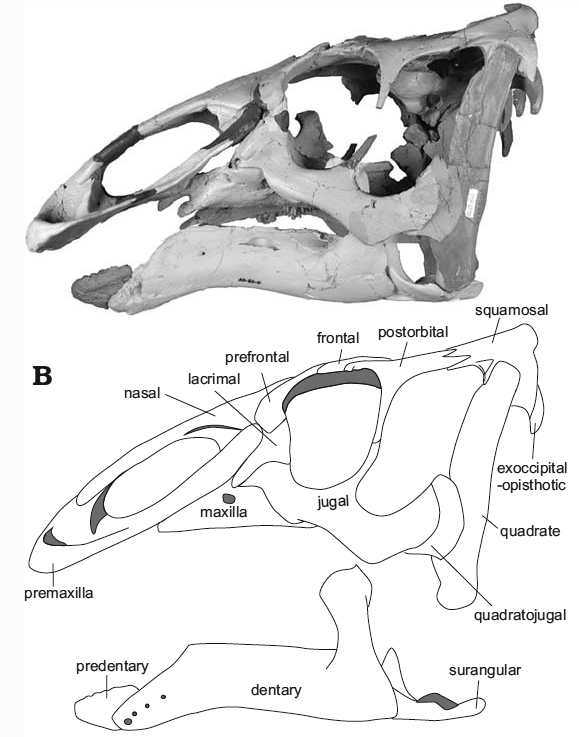
ウグルナールクの幼年個体の復元頭骨

1980年、アラスカのコルビル川リスコム・ボーンベッドにあるウミアト Umiat で6000本以上ものハドロサウルス類の骨が見つかった。最初にそれらはランベオサウルス亜科のものであると考えられた。後にサウロロフス亜科のエドモントサウルス属と改められた。より細かく言えば、エドモントサウルス・レガリス Edmontosaurus regalis と特定された。 ほとんどの骨が幼い個体のものだったので正確な同定ができなかったのだ。2014年、森浩嗣は、アラスカの標本とエドモントサウルス・アンネクテンス Edmontosaurus annectens の骨とを統計学的に比較し、両者は別々の属のものであると結論づけた。
新属の発見は2015年9月22日に、森、ドラッケンミラー、グレゴリー・エリクソンらによって記載論文が発表された。ウグルナールクは2015年にオープンアクセスのフリージャーナルで記載された18の恐竜のタクサのうちの1つである。

## 分類の有効性
ウグルナールクの独自性は属を分けるほどではないのではないかという意見が2017年、Hai Xing と学生らによって提示された。Xing et al. (2017)では、ウグルナールクは既知のエドモントサウルスでないが、エドモントサウルス属内の新種であり、疑問名であると主張された。
その後Takasaki et al. (2020)はエドモントサウルスからウグルナールクを区別する特徴が個体成長に依存することを指摘し、ウグルナールク属をエドモントサウルス属のジュニアシノニムとした。またTakasaki et al. (2020)は既知のエドモントサウルスとの間で長い上顎骨という差異が見られると言及しているが、この特徴はLaiyangosaurus youngiにも存在するため、独立した種として分類することの妥当性に疑問が残るともしている。なおこの研究により、エドモントサウルスが古緯度70°付近という従来知られていた範囲内よりも北方から産出したことになり、エドモントサウルスの分布域が広範であったこと、またその骨格形態が緯度に伴う環境の差異に大きく影響を受けなかったことが考えられている。